# Monnō

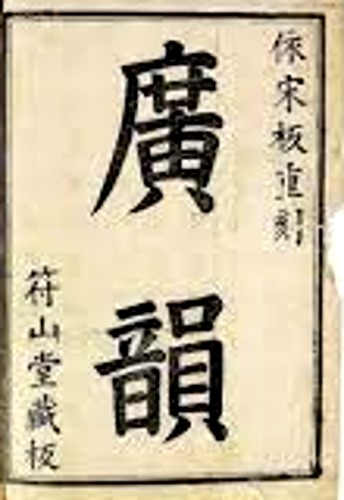
Guǎngyùn Titelblatt

Monnō (japanisch 文雄; geboren 1700 in der Provinz Tamba; gestorben am 28. Oktober 1763) war ein gelehrter japanischer Mönch und Phonologe in der Edo-Zeit.

## Leben und Wirken
Monnō wurde gewöhnlich „Nakanishi“ (中西) genannt, und sein Spitzname war „Sōkei“ (僧谿). Er verfügte über fundierte Kenntnisse der Astronomie und anderer Wissensgebiete, aber seine Hauptleistungen waren die Erforschung des Zauberspiegels „Makō Inkyō“ (磨光韻鏡), wobei er sich ab 1744 mit dem Spiegel beschäftigte, sich aber später auf „Jion Kanazukai“ (字音仮名遣い), auf dem Gebrauch der Silbenschrift Kana konzentrierte. Weiter hatte er großen Einfluss auf die Forschung und das Studium des „Jion-Kana-zukai“ (字音仮名遣い).
Monnō verfasste mehr als 50 Bücher. Zu seinen anderen Hauptwerken gehören
- „Jiisō Gakuon“ (字彙荘 嶽音),
- „Keishi-sō Gakuon“ (経史 荘嶽音),
- „Guǎngyùn Jifu“ (廣韻 字府),
- „Inkyō Risshō“ (韻鏡　律正),
- „Makō Inkyō Kōhen “ (磨光韻鏡後篇) – „Zauberspiegel, Fortsetzung“ und
- „Dōyo-ron“ (同余論).